# Beli (Cres)
Pour les articles homonymes, voir Beli.
Beli est une localité de Croatie située dans la municipalité de Cres, dans le comitat de Primorje-Gorski Kotar. En 2001, la localité comptait 35 habitants.

## Démographie
| 1948 | 1953 | 1961 | 1971 | 1981 | 1991 | 2001 |
| ---- | ---- | ---- | ---- | ---- | ---- | ---- |
| 357  | 190  | 107  | 81   | 66   | 38   | 35   |

## Lieux et monuments
On y trouve une curieuse pierre gravée, insérée dans les restes de l'enceinte médiévale. Elle représente une série de cercles concentriques et une protubérance à demi estompée par des siècles d'intempéries, mais encore bien visibles. Les anciens racontent que cette pierre magique tiendrait tout le village, que sans elle, il s'effondrerait.